# Zbigniew Filip
Zbigniew Wojciech Filip (* 17. Februar 1970 in Wałbrzych) ist ein früherer polnischer Biathlet.
Zbigniew Filip war von 1987 bis 1993 für Górnik Wałbrzych, danach für Biathlon Wałbrzych, aktiv. 1992 nahm er an den Olympischen Winterspielen in Albertville teil und kam dort im Sprint zum Einsatz, bei dem er 16. wurde, sowie im Einzel, wo er den 72. Rang belegte. Das Sprintresultat war sein bestes internationales Ergebnis. Im Weltcup kam er mehrfach zum Einsatz, ohne jedoch nennenswerte Ergebnisse zu erreichen. 1989 sowie viermal in Folge von 1991 bis 1994 gewann Filip die polnischen Meistertitel mit der Staffel. 1995 gewann er mit der Staffel sowie im Team Silber, 1991 in Sprint und Einzel Bronze.

## Bilanz im Biathlon-Weltcup
Die Tabelle zeigt alle Platzierungen (je nach Austragungsjahr einschließlich Olympische Spiele und Weltmeisterschaften).
- 1.–3. Platz: Anzahl der Podiumsplatzierungen
- Top 10: Anzahl der Platzierungen unter den ersten zehn (einschließlich Podium)
- Punkteränge: Anzahl der Platzierungen innerhalb der Punkteränge (einschließlich Podium und Top 10)
- Starts: Anzahl gelaufener Rennen in der jeweiligen Disziplin

| Platzierung                | Einzel | Sprint | Verfolgung | Massenstart | Team | Staffel | Gesamt |
| -------------------------- | ------ | ------ | ---------- | ----------- | ---- | ------- | ------ |
| 1. Platz                   |        |        |            |             |      |         |        |
| 2. Platz                   |        |        |            |             |      |         |        |
| 3. Platz                   |        |        |            |             |      |         |        |
| Top 10                     |        |        |            |             |      |         |        |
| Punkteränge                |        | 1      |            |             |      |         | 1      |
| Starts                     | 3      | 2      |            |             |      |         | 5      |
| Stand: Daten unvollständig |        |        |            |             |      |         |        |